# Saul Goodman
Saul Goodman, pseudonimo di James Morgan "Jimmy" McGill, è un personaggio immaginario della serie televisiva Breaking Bad e il protagonista dello spin-off Better Call Saul. È interpretato da Bob Odenkirk e doppiato in italiano da Gaetano Varcasia in Breaking Bad e da Pasquale Anselmo in Better Call Saul.

## Caratteristiche
Jimmy è un avvocato penalista specializzatosi nella difesa inizialmente di anziani e successivamente di criminali. All'apice del suo successo, diverrà un avvocato autonomo con un proprio studio legale. È fondamentalmente una persona cordiale che instaura ottime relazioni con tutti, e sebbene sia dotato di buone capacità, per natura è propenso alla slealtà, alla scorrettezza e all'aggiramento delle regole, soprattutto quelle morali: è sempre pronto all'inganno, anche se a fin di bene, per raggiungere i suoi scopi. Jimmy è un gran lavoratore, ma la sua peculiarità è l'inventiva: per i propri interessi (o quelli di coloro che gli stanno a cuore) usa spesso metodi poco ortodossi che, seppur efficaci, spesso sfociano nell'illegalità e hanno conseguenze su di lui e su chi gli sta intorno. Quando apre il proprio studio legale in Breaking Bad, Jimmy adotta lo pseudonimo Saul Goodman ed è invece un uomo all'apparenza goffo ma totalmente corrotto e senza scrupoli, il cui unico obiettivo è l'arricchimento e che addirittura non si fa problemi a proporre l'omicidio come extrema ratio.
In ogni caso, al di là del suo essere una persona corrotta, Jimmy risulta essere un ottimo avvocato, ad esempio lo dimostra in aula vincendo contro un veterano del foro come suo fratello Chuck o venendo scelto da ricchi mafiosi del cartello messicano come Lalo Salamanca. In seguito finirà in disgrazia impiegato in una pasticceria durante una latitanza sotto falso nome.

## Biografia
Jimmy è di origine irlandese ed è nato il 12 novembre 1960 a Cicero, Illinois, fuori Chicago. Suo fratello maggiore, Chuck, è diventato un avvocato di successo come uno dei partner di uno studio legale di Albuquerque, Hamlin, Hamlin & McGill (HHM). Da bambino, Jimmy lavorava nel negozio all'angolo dei suoi genitori a Cicero e osservava i clienti approfittare del padre, debole e ingenuo, Charles, Sr.; Jimmy iniziò ben presto a rubare soldi dal negozio. Secondo Chuck, Jimmy sottrasse $14.000 dal negozio di famiglia, causando il fallimento di suo padre che morì sei mesi dopo; Jimmy pianse inconsolabilmente al funerale.
Determinato a non essere come suo padre, Jimmy diventa un truffatore e si guadagna il soprannome di Slippin Jimmy per aver messo in scena incidenti di "scivolamenti e cadute". Ha anche gestito piccole truffe tra cui il "falso Rolex" con l'aiuto del suo complice Marco Pasternak. Jimmy inizia a usare lo pseudonimo di Saul Goodman, un gioco sulla frase "Va tutto bene, amico" (in inglese It's all good, man). Inizialmente lo usa come falso nome quando esegue le sue truffe con Marco. Successivamente, utilizza l'identità alternativa per pubblicizzare negli spot televisivi il lanciatore ad alta energia che egli produce, e ne fa uso anche quando lancia un'attività rivendendo telefoni cellulari prepagati per strada.
Prima dell'inizio di Better Call Saul, Jimmy era stato sposato e aveva divorziato due volte. Una delle sue ex mogli lo tradiva con un uomo di nome Chet. Jimmy ebbe grossi problemi quando defecò in stato di ubriachezza attraverso il tetto apribile dell'auto di Chet, un atto noto come Chicago Sunroof. A sua insaputa, i figli dell'uomo erano all'interno dell'automobile. Arrestato e con la possibilità di doversi registrare come molestatore sessuale, Jimmy si rivolse a Chuck per chiedere aiuto, nonostante fosse stato lontano per cinque anni dalla sua famiglia. Chuck difese con successo Jimmy, ma richiese che si trasferisse ad Albuquerque e lavorasse legittimamente nella stanza della posta della HHM.
Alla HHM, Jimmy fece amicizia con Kim Wexler, una dipendente che nel contempo frequentava la University of New Mexico School of Law per volere dell'azienda. Nel corso del tempo, la loro amicizia divenne romantica. Ispirato dal suo successo e dalla carriera di Chuck, Jimmy riprese gli studi, completando la laurea triennale e conseguendo quella magistrale in giurisprudenza presso la scuola di legge dell'Università delle Samoa americane. Superò l'esame di avvocato sperando di essere assunto all'HHM, ma all'insaputa di Jimmy, Chuck aveva costretto il partner senior Howard Hamlin a negare a Jimmy l'opportunità. Jimmy decise quindi di avviare uno studio autonomo come avvocato, lavorando nel ripostiglio di un salone di bellezza vietnamita in un centro commerciale. Durante questo periodo, ha accettato tutti i casi che poteva ottenere, incluso il lavoro di difensore pubblico a bassa retribuzione.
Alcuni anni dopo, in prossimità del divorzio di Chuck con Rebecca, Chuck sviluppò un'avversione psicosomatica per l'elettricità e divenne semi-esclusivo. Jimmy si prese cura di lui, portandogli la spesa e sbrigando le sue commissioni. Tuttavia, Jimmy aveva ancora problemi economici e (all'inizio della serie) guidava una Suzuki Esteem con le portiere spaiate, un gioco di parole che rifletteva la scarsa autostima di Jimmy. Quando arrivava al tribunale, Jimmy si scontrava spesso con Mike Ehrmantraut, un ex poliziotto di Filadelfia che all'epoca lavorava come custode del parcheggio del tribunale.

### Breaking Bad
Al momento dell'introduzione di Jimmy in Breaking Bad, egli ha completamente adottato l'identità di Saul Goodman e raramente menziona il nome Jimmy McGill. Saul è un avvocato difensore astutamente aggressivo, aiutato dalla sua conoscenza pratica dello spagnolo, ma si impegna anche in attività discutibili e palesemente criminali, come il riciclaggio di denaro. Mike ora lavora come investigatore privato di Gus, oltre a fare lavori saltuari per Saul. Saul ha stretto legami con Gus Fring, il proprietario del fast food di pollo in franchising Los Pollos Hermanos, probabilmente tramite Mike, che Gus usa come copertura per contrabbandare cocaina dal cartello della droga di Juarez. Saul ha anche riassunto Huell come sua guardia del corpo e sicurezza per il suo ufficio.

#### Seconda stagione
Saul è stato introdotto nell'episodio Better Call Saul, scelto da Badger come avvocato dopo il suo arresto per spaccio di metanfetamina. Walt si finge zio di Badger e va nell'ufficio di Saul per avere aggiornamenti sul caso, qui Goodman gli dice che Badger uscirà presto dato che collaborerà con la DEA. Per evitare ciò, Jesse e Walt rapiscono Saul portandolo nel deserto per minacciarlo. Qui Saul riconosce Walt dalla sua tosse, allora si propone come avvocato dei due e spiega che qualcuno deve per forza essere arrestato. Con uno stratagemma, Saul sfrutta la collaborazione di Badger consegnando alla DEA un finto Heisenberg, che si fa pagare per finire in prigione. In seguito Saul raggiunge Walt mentre è a scuola e gli propone di diventare suo consulente criminale e aiutarlo a riciclare il suo denaro.
Dopo la morte di Combo, Walt e Jesse si ritrovano completamente senza spacciatori e chiedono aiuto a Saul, che per mezzo di Mike organizza un incontro con Gus Fring. Nonostante un primo ripensamento di Gus, l'affare va a buon fine e Saul ottiene una larga percentuale del denaro. Inoltre, Saul aiuta Walter a riciclare il suo denaro simulando piccole donazioni sul sito creato da Walter Jr. e manda Mike a casa di Jesse dopo la morte di Jane per ripulirla dalla presenza di droga ed evitare un coinvolgimento del ragazzo.

#### Terza stagione
Saul rintraccia Walt, che è stato scoperto e lasciato da Skyler, e lo tranquillizza dicendogli che la moglie non lo denuncerà perché ciò avrà disastrose conseguenze per tutta la famiglia. Tenta poi inutilmente di convincere Walt ad accettare l'offerta fattagli da Gus e continuare a lavorare per lui, consapevole che ne trarrà grande guadagno.
Per tenere sotto controllo Skyler, Saul incarica Mike, suo investigatore privato, di piazzare delle cimici a casa di Walt. Quando però Walt lo viene a sapere, furioso, aggredisce Goodman nel suo studio, inducendo così l'avvocato ad interrompere il riciclaggio del denaro di Walt tramite le false donazioni al sito di beneficenza. Quando Walt si decide ad accettare di lavorare per Gus, Saul si ripropone come suo avvocato in cambio del 5% dei suoi guadagni e la promessa di aiutarlo con il riciclaggio.
Quando Jesse e Walt rischiano di essere sorpresi da Hank Schrader all'interno del loro vecchio camper dove producevano metanfetamina, Walt chiama Saul per chiedere aiuto: Goodman riesce ad ingannare Hank, che si allontana dal camper. Resosi conto del raggiro, più tardi Hank aggredisce brutalmente Pinkman. Saul Goodman e Walt fanno visita a Jesse in ospedale, dove il ragazzo, furibondo per il pestaggio subito, minaccia di riprendere a cucinare usando l'identità di Walt come carta per evitare la prigione. Saul e Walt discutono delle intenzioni del ragazzo e Walt è costretto a riprenderlo come socio nel laboratorio di Gus. In seguito Saul discute i piani per il riciclaggio di denaro con Skyler e Walt, proponendo l'idea di acquistare un'attività di laser tag, ma Skyler vuole invece acquistare l'autolavaggio di Bogdan, l'ex datore di lavoro di Walt, credendo che sia un'attività di facciata molto più plausibile.
Le vicende prendono una brutta piega quando Jesse Pinkman cerca vendetta nei confronti di due spacciatori di Gus Fring che hanno ucciso il suo amico Combo. Walt uccide gli spacciatori per salvare Jesse da morte certa, scatenando l'ira di Gus. Mike, per conto di Fring, minaccia Saul Goodman per ottenere informazioni su dove si trovi Jesse. Saul fornisce a Mike informazioni sbagliate, consentendo a Jesse di continuare a nascondersi. Goodman organizza poi un incontro segreto tra Walt e Jesse.

#### Quarta stagione
Dopo che Walt e Jesse sono riusciti a scamparla, assicurandosi per un po' il posto da chimici nel laboratorio, Saul Goodman assume Huell Babineaux come guardia del corpo, memore delle minacce di Mike. Intanto va avanti il problema dell'autolavaggio: l'avvocato e Skyler White pensano a diversi modi per convincere Bogdan a vendere l'autolavaggio, ma Skyler esclude la violenza o le intimidazioni proposte da Goodman. Alla fine, Saul fa fingere il suo impiegato Patrick Kuby come ispettore del governo per informare Bogdan di presunte violazioni ambientali che comportano l'obbligo di cessare l'attività: Bogdan vende perciò l'autolavaggio a Walt e Skyler.
Quando Walt confida a Saul le sue preoccupazioni, essendo lui sotto il mirino di Gus e Jesse sempre più indolente, l'avvocato informa Walt dell'esistenza di un uomo che, se adeguatamente pagato, è in grado di far "scomparire" le persone creando per loro una nuova vita in posti lontani. Su richiesta di Jesse, Saul fa visita alla sua fidanzata Andrea Cantillo per darle i soldi per pagare l'affitto.
Per proteggere Skyler dall'indagine dell'IRS su una frode fiscale del suo ex capo Beneke, Saul gli dà 620000 $ in contanti di Walt per pagare le tasse spacciando i soldi come eredità di un parente. Ma Beneke non ha comunque intenzione di riparare la frode, e Goodman, su richiesta di Skyler, manda Kuby e Huell per costringerlo a pagare l'IRS: le trattative non vanno a buon fine, in quanto Beneke, seppur firmi l'assegno, tenta di scappare causandosi un trauma cranico. Intanto Hank Schrader, sempre più convinto che Gus Fring sia a capo di un impero criminale del traffico di droga, comincia a indagare in cerca di prove. Gus, una volta ottenuta la fiducia di Jesse e messo astio tra lui e Walt, licenzia quest'ultimo; avvertendolo che sarà costretto ad eliminare suo cognato per via delle sue insistenti indagini e minacciando di uccidere l'intera sua famiglia qualora Walter cercherà di intromettersi per salvare il cognato. Walt si precipita perciò da Goodman per contattare l'uomo che fa "scomparire" le persone per mettersi al sicuro con la sua famiglia. Walt chiede inoltre a Saul di informare la DEA che Hank è in pericolo; Saul accetta di avvertire la DEA ma rifiuta di fare il nome di Fring. La fuga di Walt, però, fallisce in quanto scopre di essere a corto di soldi (che Skyler aveva dato a Ted).
In accordo con Walter, Saul chiama Jesse nel suo ufficio e fa rubare segretamente a Huell la sigaretta con la ricina che Walt aveva dato al ragazzo per uccidere Gus. Quella sera Jesse si rende conto che la sigaretta con la ricina è sparita, mentre il figlio di Andrea, Brock, viene ricoverato per avvelenamento. Jesse accusa Walt di essere il responsabile, ma questi lo fa ragionare convincendolo che è tutto un disegno di Gus per rompere definitivamente il loro rapporto e poter uccidere Walt. Jesse accetta perciò di aiutare Walter a uccidere Gus. Saul, fino ad allora nascosto per paura di Fring, torna a rappresentare Jesse quando viene interrogato da alcuni agenti sull'avvelenamento di Brock. Saul viene informato da Jesse che Gus visita regolarmente Hector Salamanca in una casa di riposo: passa le informazioni a Walt, che le usa per uccidere finalmente Gus.

#### Quinta stagione
Saul è contrariato con Walter White per il suo coinvolgimento nell'avvelenamento del piccolo Brock e minaccia di concludere i suoi affari con lui, ma Walt gli intima di continuare, anch'egli contrariato per la questione dei soldi dati a Ted Beneke da parte di Skyler, senza esserne stato messo al corrente da Saul. Con Gus morto, Saul cerca di convincere Walt a smettere di produrre metanfetamina, ma Walt dice che deve continuare perché non ha più soldi. Saul aiuta perciò Walt, Jesse e Mike a trovare un nuovo posto per continuare a produrre droga in segreto. Quando Mike è indagato dalla DEA per i suoi rapporti con Fring, Saul lo assiste legalmente.
Jesse ha intenzione di donare i 5 milioni di dollari ricavati da un furto di metilammina a Kaylee, la piccola nipote di Mike, e ai genitori di Drew Sharp, un giovane ragazzo ucciso a sangue freddo dal nuovo socio Todd Alquist durante un furto poiché testimone involontario. Saul tenta di dissuaderlo, dicendo che queste donazioni di denaro attirerebbero l'attenzione della polizia. Jesse tenta di sbarazzarsi del denaro in altri modi, incluso lanciandolo dal finestrino della sua auto sui giardini delle abitazioni di un quartiere. Saul chiama Walt per informarlo del comportamento irregolare di Jesse. Quando Hank Schrader viene a sapere che suo cognato Walt è il famigerato Heisenberg, Saul propone a Walt di uccidere Hank, ma Walt rifiuta, minacciando Goodman di non osare proporgli mai più di uccidere qualcuno che gli è caro. Jesse viene arrestato mentre getta soldi dalla sua macchina e Saul ottiene il suo rilascio dalla custodia della polizia. Saul organizza un incontro tra Walt e Jesse, e Walt convince Jesse a contattare Ed, l'uomo che fa "scomparire" le persone, e iniziare così una nuova vita. Jesse accetta, tuttavia, poco prima di partire, capisce la verità sull'avvelenamento di Brock, realizzando che la sigaretta con la ricina gli è stata rubata da Huell su ordine di Goodman, a sua volta su indicazione di Walt. Jesse, furioso, ritorna nello studio di Goodman e aggredisce l'avvocato, minacciandolo con la sua stessa pistola e facendolo confessare. Qui Jesse ha la conferma che è stato Walt ad avvelenare Brock. Saul chiama Walt per avvertirlo che Jesse conosce la verità su quello che è successo a Brock. Quella sera, Saul incontra Walt e suggerisce di uccidere Jesse.
A seguito della morte di Hank e della fuga di Walt, ormai ricercato, Saul e Walt contattano entrambi Ed l'estrattore. L'uomo fornisce a Saul una nuova identità e gli organizza una nuova vita da gestore di un negozio Cinnabon a Omaha, in Nebraska. Walt cerca di persuadere Saul ad andare con lui e di contattare dei sicari per uccidere il suo ex braccio armato Jack Welker come vendetta per aver ucciso Hank. Dopo che Saul rifiuta, Walt cerca inutilmente di intimidire Saul, ma si interrompe quando viene colto da un attacco di tosse dovuto al suo tumore che sta ritornando. Saul si congeda da Walt dicendogli che è finita e se ne va, iniziando il suo viaggio verso la sua nuova vita.

### Better Call Saul
La AMC ha annunciato ad aprile 2013 uno spin-off di Breaking Bad intitolato Better Call Saul, interamente dedicato al personaggio di Saul Goodman. La prima puntata è andata in onda l'8 febbraio 2015 su AMC, risultando la première col più alto indice d'ascolto di sempre per le TV via cavo. La serie comprende sei stagioni e si è conclusa nel 2022.

#### Prima stagione
Insoddisfatto del lavoro di difensore pubblico a bassa retribuzione e di altri casi minori, Jimmy spera di rappresentare il tesoriere della contea Craig Kettleman e sua moglie Betsy, una coppia accusata di appropriazione indebita di oltre $ 1,6 milioni. Mantengono HHM, ma i tentativi di Jimmy di rappresentarli portano a un alterco con Tuco Salamanca e Nacho Varga, membri del cartello della droga Juarez. Quando Nacho ha intenzione di rapinare i Kettleman, Jimmy li avverte in modo anonimo e la loro casa in seguito sembra essere stata teatro di un rapimento. Nacho, che era stato visto sorvegliare i Kettleman, viene arrestato e Jimmy lo difende e ne ottiene il rilascio.
Seguendo l'intuizione di Mike, Jimmy scopre che i Kettleman hanno inscenato la loro scomparsa e si nascondono ai piedi delle colline dietro la loro casa. Quando li affronta, i Kettleman gli pagano $ 30.000 per non girare i soldi. HHM suggerisce ai Kettleman di accettare un patteggiamento, quindi si rivolgono a Jimmy per la difesa. Jimmy lavora con Mike per trovare il nascondiglio dei Kettleman. Mike quindi ruba il denaro ai Kettleman e lo consegna al procuratore distrettuale, costringendo Craig ad accettare una dichiarazione di colpevolezza. Jimmy inizia a specializzarsi alla difesa di clienti anziani, i quali spesso vengono usurpati dalle grandi agenzie e passano a miglior vita senza aver lasciato un testamento. L'avvocato mostra pazienza e ottimi rapporti, quindi Kim suggerisce di concentrarsi su uno studio legale per anziani.
Durante una visita alla casa di riposo di Sandpiper Crossing, scopre che l'azienda sta commettendo una frode facendo pagare troppo ai clienti. Con l'aiuto di Chuck, trova un documento che prova la frode e Jimmy e Chuck avviano un'azione legale collettiva contro Sandpiper. Quando il caso cresce, Chuck suggerisce di consegnarlo a HHM, ma si accorda segretamente con Howard per escludere Jimmy dal successivo contenzioso. Jimmy affronta Chuck, che ammette di provare risentimento per la carriera legale di Jimmy, credendo che sia ancora un truffatore nel cuore.
Jimmy torna a Cicero e trascorre una settimana a fare imbrogli con Marco, che muore di infarto mentre gestiscono insieme quella che avevano pianificato di essere la loro ultima truffa. Jimmy torna ad Albuquerque quando Kim chiama per dire che il caso Sandpiper ha continuato a crescere, quindi HHM ha coinvolto un'altra azienda, la Davis & Main. Sapendo che comprende i dettagli del caso meglio di chiunque altro e ha sviluppato relazioni personali con i clienti, Kim convince la Davis & Main ad assumere Jimmy come socio. Jimmy torna a casa ed è pronto a incontrare i partner Davis & Main, ma ci ripensa e se ne va dato che la sua mente è ancora rivolta ai soldi dei Kettleman che poteva dividersi con Mike, ma che aveva declinato per questioni morali.

#### Seconda stagione
Jimmy si nasconde in un hotel mentre è in vacanza sotto falso nome con una carta di credito rubata. Kim trova Jimmy e cerca di convincerlo a riconsiderare la possibilità di unirsi a Davis & Main, quindi accetta la loro offerta. Incaricato di arruolare nuovi clienti per il caso Sandpiper, Jimmy riesce a ingaggiare più residenti, ma il suo aggirare i canoni etici porta Chuck a castigarlo di fronte agli altri avvocati. Jimmy produce e manda in onda uno spot televisivo senza l'approvazione dei partner di D&M o la conoscenza dei partner di HHM, portando ad una minaccia di licenziamento e ad una giovane avvocatessa incaricata di supervisionarlo costantemente. Kim è relegata a un umile lavoro di revisione dei documenti a causa della sua incapacità di informare HHM sullo spot di Jimmy.
Nel tentativo di rivendicare il suo status in HHM, Kim lavora con i suoi contatti per portare un nuovo cliente e riesce a far atterrare la Mesa Verde Bank. Howard è felice di avere l'attività, ma nega il credito a Kim. Jimmy propone di collaborare insieme. Kim ribatte proponendo di avviare pratiche separate in un ufficio condiviso, quindi Jimmy lascia D&M, Kim lascia HHM e iniziano i loro nuovi studi. Kim riesce a conquistare Mesa Verde come cliente, ma Chuck convince Mesa Verde a rimanere con HHM. I tentativi di Chuck di nascondere la sua ipersensibilità elettromagnetica (EHS) durante l'incontro con Mesa Verde lo fanno ammalare gravemente e il suo assistente Ernesto chiama Jimmy per chiedere aiuto. Mentre Chuck dorme, Jimmy altera i documenti di Mesa Verde conservati a casa di Chuck. Di conseguenza, la domanda di Chuck al consiglio bancario statale per una nuova filiale di Mesa Verde non è corretta, causando un ritardo significativo. Mesa Verde licenzia HHM e assume Kim, e Chuck sospetta che Jimmy lo abbia sabotato. Kim deduce la colpevolezza di Jimmy e gli dice che se ha lasciato qualche prova, Chuck la troverà.
Sapendo che il commesso del negozio di fotocopie dove ha alterato i documenti può identificarlo, Jimmy va al negozio per comprare il suo silenzio, ma vede Ernesto interrogare l'impiegato. Dopo aver visitato i negozi su richiesta di Chuck fino a quando non ha trovato quello giusto, Ernesto va a prendere Chuck e riportarlo per interrogare l'impiegato. Jimmy entra nel negozio e corrompe l'impiegato, poi aspetta dall'altra parte della strada per vedere cosa succede quando Chuck arriva. Chuck inizia a interrogare l'impiegato, ma il suo EHS lo fa svenire e batte la testa. Jimmy è combattuto tra aiutare Chuck e mantenere segreta la sua alterazione dei documenti di Mesa Verde.
Jimmy viene in aiuto di Chuck e Chuck viene trasportato in ospedale. Si chiede come sia arrivato Jimmy al negozio così rapidamente dopo il suo incidente e suppone che Jimmy abbia corrotto l'impiegato e sia rimasto nelle vicinanze per vedere cosa sarebbe successo quando Chuck sarebbe arrivato. Ernesto mente a Chuck, dicendo che ha chiamato Jimmy prima di portare Chuck al negozio preoccupato per la salute di Chuck. Il medico dimostra a Jimmy che i sintomi di EHS di Chuck sono psicosomatici. Chuck inganna Jimmy facendogli confessare la frode alla Mesa Verde, che Chuck registra segretamente.

#### Terza stagione
Chuck fa in modo che Jimmy venga a conoscenza della registrazione tramite Ernesto e Kim, e Jimmy irrompe nella casa di Chuck per distruggerla. L'investigatore privato di Chuck e Howard assistono alle azioni di Jimmy, consentendo a Chuck di denunciarlo alla polizia.
Jimmy viene arrestato, ma Chuck dice al pubblico ministero che preferisce che Jimmy venga sottoposto a un'udienza disciplinare da parte di un avvocato piuttosto che perseguire un procedimento penale. Jimmy e Kim fanno dell'idoneità mentale di Chuck un problema quando testimonia, e Jimmy lo interroga sulla sua ipersensibilità. Jimmy rivela che Huell Babineaux, un borseggiatore, ha messo la batteria del cellulare di Jimmy nella tasca di Chuck che l'ha portata per oltre un'ora senza manifestare sintomi. Il suggerimento che la sua malattia non sia reale fa sì che Chuck sfoghi tutte le sue frustrazioni su Jimmy in una filippica che sbalordisce il pubblico in sala d'udienza.
La licenza legale di Jimmy è sospesa per un anno, ma non viene radiato dall'albo. Sia per pagare la sua quota dell'affitto per l'ufficio che per sfruttare il tempo pubblicitario TV per il quale ha già pagato in anticipo, Jimmy inizia a produrre spot pubblicitari per altre attività utilizzando lo pseudonimo in onda Saul Goodman. Jimmy tenta di ottenere il rimborso del premio assicurativo per negligenza, ma scopre che l'assicurazione deve rimanere in vigore nel caso in cui venga citato in giudizio per casi passati mentre la sua licenza è sospesa. Jimmy finge di avere un guasto mentre informa la compagnia assicurativa delle condizioni di Chuck, un atto calcolato per convincere la compagnia ad aumentare i premi assicurativi per negligenza di Chuck. La compagnia assicurativa informa Chuck e Howard che le tariffe assicurative di HHM aumenteranno notevolmente a meno che Chuck non sia continuamente supervisionato da un altro avvocato. Chuck vuole combattere, ma Howard paga la prima di tre rate che gli consentono di rilevare la partnership di Chuck e lo costringe di conseguenza a ritirarsi. Mentre è a casa Chuck ha un pesante crollo mentale, distruggendo tutto, mettendo sotto sopra la casa e facendo cadere una lanterna a terra che manda a fuoco la casa, suicidandosi.
Jimmy viene a sapere di una proposta di composizione del caso Sandpiper, di cui la sua quota sarà di oltre un milione di dollari, ma scopre che Irene, la rappresentante di classe della causa, ha rifiutato perché gli avvocati le hanno consigliato che possono ottenere una soluzione più grande aspettando. Jimmy esegue diverse azioni progettate per indurre Irene ad accettare l'accordo, ma prova rimorso quando i suoi amici la ostracizzano. Quando tenta di confessare, i suoi amici credono che la stia coprendo, quindi fa in modo che lo sentano vantarsi di averli ingannati. Irene viene rivendicata e le sue amicizie vengono ripristinate, ma la confessione di Jimmy significa che non riceverà immediatamente la sua parte dell'accordo. Kim assume un secondo cliente per generare il reddito necessario per mantenere l'ufficio, ma si addormenta al volante mentre guida per una riunione e si rompe un braccio. Jimmy e Kim in seguito decidono di chiudere l'ufficio e Kim gestisce il suo studio dal suo appartamento.

#### Quarta stagione
Jimmy viene a sapere della morte di Chuck e della sua casa data a fuoco e si prende in colpa per la sua morte fino a quando Howard non confida la sua convinzione di essere in colpa a causa della sua risposta all'aumento dei tassi di assicurazione per negligenza. Jimmy nasconde il suo ruolo nella questione assicurativa, permette a Howard di accettare la colpa e riacquista stranamente il suo comportamento ottimista in breve tempo
Durante la ricerca di lavoro, Jimmy coglie l'opportunità di rubare una preziosa statuetta di Hummel dal proprietario di un negozio di fotocopiatrici, e così assumerà Ira, un borseggiatore, per farlo. Mentre gestisce un negozio di telefoni cellulari, Jimmy usa la sua eredità simbolica da Chuck per avviare un'attività redditizia rivendendo telefoni prepagati per strada, utilizzando ancora una volta lo pseudonimo di Saul Goodman. Kim è stanca di praticare il diritto bancario per Mesa Verde e inizia ad accettare casi di difesa penale pro bono, cosa che trova più soddisfacente. Kim convince Schweikart & Cokely, l'azienda che rappresenta Sandpiper, ad assumerla come partner responsabile di una nuova divisione bancaria, ma dice a Jimmy che il partner senior Rich Schweikart l'ha cercata.
Verso la fine della sua libertà vigilata, un agente di polizia in borghese lo interroga sui suoi affari con i telefoni cellulari. Huell, che lavora come guardia del corpo di Jimmy, sta tornando dall'acquisto del pranzo. Fraintende l'interazione e colpisce il poliziotto in testa con un sacchetto di panini, provocando un'accusa di aggressione. L'assistente del procuratore distrettuale che persegue il caso chiede una condanna a diversi anni di carcere perché Huell è un recidivo. Jimmy chiede l'aiuto di Kim per difendere Huell, ma lei si rifiuta di rovinare la reputazione del poliziotto. Invece, Kim e Jimmy organizzano una falsa dimostrazione di sostegno per Huell che porta il pubblico ministero ad accettare un patteggiamento che lo tiene fuori di prigione. Kim è esaltata dal brivido della truffa e convince Jimmy ad aiutarla a gestire una truffa per sostituire i piani approvati dalla città per una filiale di Mesa Verde a Lubbock, in Texas, con progetti per un edificio più grande.
La richiesta di Jimmy di reintegrazione all'ordine degli avvocati viene respinta e scopre che è stato perché non ha mostrato rimorso per la morte di Chuck. Per prepararsi al suo appello, Kim e Jimmy organizzano diverse mostre pubbliche che gli consentono di fingere il dolore, inclusa la dedicazione di una sala di lettura della biblioteca legale in nome di Chuck all'Università del New Mexico. Jimmy fa un discorso alla commissione d'appello sul voler rendere giustizia al nome McGill, convincendoli a ripristinare la sua licenza di legge. Quindi sciocca Kim rivelando che il discorso era una truffa insincera. Ottiene una domanda di DBA e annuncia che intende riprendere a esercitare la professione di avvocato come Saul Goodman.

#### Quinta stagione
Jimmy dice a Kim che la notorietà del nome Saul Goodman utilizzato nella rivendita di telefoni prepagati gli offre una base di clienti pronta per uno studio legale. Si offre di aiutare Kim a ingannare un cliente riluttante ad accettare un patteggiamento favorevole; lei rifiuta, ma in seguito gestisce la truffa da sola, il che la lascia arrabbiata con se stessa.
La Mesa Verde Bank intende sfrattare Everett Acker da un terreno affittato per far posto a un nuovo call center e offre ad Acker un misero accordo. Kim simpatizza con Acker e chiede a Jimmy di diventare il suo consulente. Jimmy impiega tattiche dilatorie nella speranza di convincere la banca ad accettare un'alternativa allo sfratto di Acker, ma Kevin, il presidente della banca, è irremovibile. Con Rich che minaccia di ritirare Kim dal caso Mesa Verde, Kim chiede a Jimmy di persuadere Acker ad accettare un accordo migliore in cui farà la differenza tra ciò che Acker vuole e ciò che la banca pagherà. Jimmy è d'accordo, ma alla riunione per finalizzare l'accordo, sorprende tutti con una richiesta esorbitante e minacce di pubblicità negativa contro la banca, il che porta Kevin ad accettare un accordo più favorevole. Kim è furiosa con Jimmy per non averla informata del suo piano. Quindi suggerisce di sposarsi in modo che le loro conversazioni siano protette dal vincolo matrimoniale. Si sposano il giorno successivo con una piccola cerimonia in tribunale.
Howard si sente in colpa per il trattamento che ha riservato a Jimmy e gli offre un lavoro alla HHM. Jimmy è turbato dal ricordo del suo passato e molesta Howard danneggiando la sua auto con palle da bowling e interrompendo il suo pranzo di lavoro con Clifford Main mandandogli due prostitute per infamarlo. Howard si rende conto che Jimmy sta giocando con lui e revoca l'offerta di lavoro; Jimmy incolpa con rabbia Howard per la morte di Chuck e dice che nei panni di Saul Goodman, è troppo grande per i vincoli di HHM.
Nacho e Lalo Salamanca coinvolgono Jimmy nel business della droga di Salamanca quando lo assumono per ottenere il rilascio di Domingo Molina dalla prigione facendolo fingere di diventare un informatore confidenziale per l'agente della DEA Hank Schrader. Jimmy in seguito rappresenta Lalo quando viene arrestato per omicidio. Gus Fring vuole che Lalo venga rilasciato, quindi Mike fornisce informazioni che consentono a Jimmy di persuadere un giudice a concedere una cauzione di 7 milioni di dollari in contanti. Jimmy accetta l'offerta di Lalo di $ 100.000 in cambio del trasporto del denaro da un remoto sito nel deserto. Raccoglie i soldi da Marco e Leonel Salamanca (i cugini), ma durante il viaggio di ritorno viene attaccato da diversi uomini armati inviati da Juan Bolsa.
Mike stava seguendo Jimmy per conto di Gus e uccide tutti gli aggressori tranne uno. L'auto di Jimmy si rompe, costringendoli a nascondere l'auto dall'attaccante rimasto e ad attraversare il paese con i soldi. Camminano per due giorni e lavorano insieme per uccidere l'uomo armato rimasto. Mentre camminano, si imbattono in un abbeveratoio e si fermano per rilassarsi. Jimmy chiede a Mike cosa farebbe se avesse una macchina del tempo e 1 milione di dollari. Mike inizialmente dice che sarebbe tornato al giorno in cui suo figlio, Matty, è morto, ma cambia la sua risposta al giorno in cui ha preso la sua prima tangente, per non accettarla. Quando Mike chiede a Jimmy la stessa cosa, Jimmy dice disonestamente a Mike che avrebbe investito in Berkshire Hathaway e sarebbe diventato un miliardario. Mike si chiede se Jimmy cambierebbe qualcosa, ma Jimmy devia la domanda. Alla fine il telefono di Jimmy riceve un segnale e lui chiama Kim per dirle che sta bene prima di chiamare aiuto. Tyrus e Victor arrivano per prendere Mike e Jimmy e durante il viaggio di ritorno Mike dice a Jimmy che deve inventare una storia credibile per Lalo. Gli eventi lasciano Jimmy affetto da stress post-traumatico.
Dopo aver pubblicato la cauzione di Lalo, Jimmy dice a Lalo di aver attraversato il paese da solo dopo che la sua macchina si è rotta, in modo da non rischiare di perdere i soldi. Jimmy racconta a Kim la stessa storia, ma lei vede la sua tazza da viaggio bucata da un proiettile e si rende conto che sta mentendo. Kim gli dice che sarà pronta ad ascoltare quando lui sarà pronto a dirle la verità. Jimmy interrompe la sua convalescenza per occuparsi dei clienti in tribunale.
Quando torna quella notte, Kim gli dice che ha lasciato Schweikart & Cokely e ha rinunciato all'account Mesa Verde. Mentre discutono, Mike telefona per avvertire Jimmy che invece di andare in Messico, Lalo è in viaggio verso l'appartamento di Jimmy e Kim. Mentre Mike ascolta tramite il cellulare nascosto di Jimmy e prepara un fucile da cecchino per sparare a Lalo, quest'ultimo mette in dubbio la versione degli eventi di Jimmy e rivela di aver trovato fori di proiettile nell'auto di Jimmy. Kim resiste a Lalo e lo rimprovera per non essersi fidato di Jimmy. Lalo sembra soddisfatto e se ne va, ma Jimmy e Kim si trasferiscono in un hotel per la loro sicurezza. Il giorno successivo, Jimmy viene a sapere da Mike che Lalo è tornato a casa sua a Chihuahua e che Gus ha inviato sicari per assassinarlo.
Kim dice a Howard che ha lasciato S&C. Howard presume che sia stato su istigazione di Jimmy e le racconta della campagna di molestie di Jimmy. Kim ride all'idea di non essere in grado di decidere da sola. Kim in seguito suggerisce a Jimmy e lei di vendicarsi di Howard forzando un accordo sul caso Sandpiper, che darà a Jimmy la sua quota a sette cifre dell'accordo prima. Jimmy la sconsiglia, ma Kim afferma con sicurezza il suo intento restituendo lo stesso gesto della pistola con le dita che Jimmy ha usato quando ha annunciato che intendeva esercitare la professione legale come Saul Goodman.

#### Sesta stagione
Jimmy e Kim iniziano a complottare contro Howard. Il pubblico ministero Suzanne Ericsen informa Jimmy che il suo cliente Jorge de Guzman ha usato uno pseudonimo e gli chiede se conosce la vera identità del suo cliente. Jimmy lo nega ma usa accidentalmente il vero nome di Lalo Salamanca. Kim sorveglia Clifford Main e Howard Hamlin al campo da golf mentre Jimmy si intrufola negli spogliatoi per piantare una borsa con una busta di cocaina nell'armadietto di Howard. Howard e Cliff lo trovano, ma Howard lo liquida come un errore di un dipendente o uno scherzo, lasciando però Cliff sospettoso.
Su istigazione di Kim, Jimmy inganna i Kettleman facendogli credere di avere motivi per una causa contro Howard. Tentano di assumere Cliff per rappresentarli, sostenendo che Howard ha fornito un consiglio inefficace perché ha usato la cocaina durante la sua rappresentazione di Craig Kettleman. Cliff rifiuta, così come molti altri avvocati, ma Jimmy e Kim riescono a diffondere la voce che Howard fa uso di droghe. Jimmy in seguito tenta di corrompere i Kettleman facendoli rimanere in silenzio sul loro ruolo nel diffamare Howard. Quando rifiutano il denaro, Kim li costringe minacciando di rivelare la loro losca truffa sulla dichiarazione dei redditi all'IRS. Jimmy delude Kim dando i soldi ai Kettleman prima che se ne vada.
Suzanne si avvicina a Kim per dirle di aver identificato Jorge de Guzman come Lalo Salamanca e che Lalo è morto. Suzanne ha anche collegato Jimmy alla famiglia della droga di Salamanca e chiede a Kim di avvicinarsi a lui per farlo diventare un informatore. Kim informa Jimmy della conversazione e gli chiede se intende essere un "amico del cartello" o un "ratto". Jimmy e Kim lavorano con Huell e il socio di Huell per copiare la chiave dell'auto di Howard e il pulsante di sblocco a distanza. Huell chiede a Jimmy perché avvocati legittimi dovrebbero commettere crimini e Jimmy risponde con un argomento poco convincente sul fatto di fare del male per ottenere un bene più grande.
Jimmy scopre che la sua rappresentazione di Lalo Salamanca lo ha reso un paria con il personale del tribunale, ma un avvocato difensore molto ricercato tra i criminali di Albuquerque. L'afflusso di nuovi clienti fa sì che la signora Nguyen lo sfratti dal salone di bellezza, quindi inizia a cercare un nuovo ufficio. Identifica un posto vacante in un centro commerciale, che decide di affittare a causa della sua vicinanza al tribunale, alla prigione della contea e agli uffici delle cauzioni della città. La sua attività inizia a crescere e Jimmy riesce a convincere Francesca Liddy (che aveva lavorato per lui e Kim in precedenza) a lavorare come sua assistente amministrativa. Mentre Kim incontra Cliff Main in un bar all'aperto, Jimmy si traveste da Howard e prende l'auto di Howard mentre quest'ultimo è in visita dal suo terapista. Jimmy spinge la prostituta Wendy fuori dall'auto davanti a Cliff e Kim, suggerendo ulteriormente a Cliff che Howard sta usando cocaina e frequenta prostitute.
Cliff affronta Howard sul suo presunto uso di cocaina. Howard riconosce che Jimmy sta continuando a molestarlo, quindi induce Jimmy a incontrarlo in una palestra di boxe. Howard sfida Jimmy a un incontro, egli si rifiuta, ma poi cambia idea ed entra sul ring. Howard lo sconfigge e dice che spera che questo metta fine alle sue molestie, ma in seguito Howard ordina al suo investigatore privato di iniziare a sorvegliare Jimmy.
Durante un incontro con Viola Goto, la sua ex paralegale, Kim ottiene il nome del giudice in pensione che farà da mediatore a un'imminente conferenza di transazione per il caso Sandpiper. Jimmy e la sua troupe cinematografica fabbricano foto che includono un attore truccato per assomigliare al mediatore. Jimmy in seguito vede il mediatore in un negozio e dice a Kim che ha un braccio rotto in un calco, che non è raffigurato nelle foto. Kim abbandona il suo piano di incontrarsi a Santa Fe con Cliff Main e i rappresentanti di una fondazione interessata a finanziare il suo lavoro di difesa penale pro bono e torna ad Albuquerque per aiutare Jimmy a riprendere frettolosamente le foto.
L'investigatore di Howard consegna le foto a Howard poco prima dell'inizio della sessione di mediazione. Raffigurano il mediatore che accetta denaro da Jimmy e sono ricoperti da un farmaco che fa dilatare le pupille di Howard. Accusa con rabbia il mediatore di aver accettato una tangente e, quando tenta di recuperare le foto come prova, scopre che sono state scambiate con foto innocue di Jimmy. Mentre Jimmy e Kim ascoltano la teleconferenza, Howard viene umiliato di fronte ai suoi clienti e colleghi, e così HHM, Davis & Main e Schweikart & Cokely accettano di risolvere il caso Sandpiper. Dopo la conclusione della mediazione, Howard ricostruisce l'intera trama, compreso il successo di Jimmy e Kim nel convincerlo a fare affidamento su un falso investigatore privato. Quella notte, arriva all'appartamento di Kim per confrontarsi con lei e Jimmy. Lalo Salamanca arriva subito dopo. Howard ignora le suppliche di Kim e Jimmy di andarsene immediatamente e Lalo uccide Howard con un colpo di pistola alla testa.
Lalo fornisce a Jimmy la descrizione di un uomo (che, all'insaputa di Jimmy e Kim, è Gus) e gli dice di guidare a casa sua e sparargli; Jimmy convince Lalo a mandare invece Kim, come stratagemma per allontanarla da Lalo. Jimmy viene trattenuto e gli viene chiesto del suo coinvolgimento con l'irruzione nella casa di Lalo. Jimmy afferma di non aver avuto alcun coinvolgimento, spostando completamente la colpa su Nacho. Viene quindi imbavagliato da Lalo, che esce di casa con l'auto di Jimmy e viene successivamente ucciso da Gus durante uno scontro a fuoco con lui. Mike ed i suoi uomini arrivano all'appartamento e liberano Jimmy. Kim si riunisce con lui la mattina seguente; Mike fa inscenare la morte di Howard come suicidio e ordina ai due di chiamare la polizia una volta appresa della morte di Howard - visto che sono state le ultime persone a vederlo vivo - e di mantenere il loro stratagemma sulla tossicodipendenza di Howard. Li avverte di non rivelare mai la verità su quanto accadde quella notte.
Jimmy e Kim partecipano al memoriale di Howard all'HHM e scoprono che l'azienda si ridimensionerà e rinominerà. Jimmy dice alla vedova di Howard, Cheryl, che avrebbe potuto essere più gentile con Howard, ma era geloso perché Howard aveva il rispetto di Chuck, mentre Jimmy no. Dopo che Kim decide di smettere di essere un avvocato, la implora di riconsiderare, ma lei rifiuta in lacrime e lo lascia dopo aver confessato la sua colpa per aver rovinato la vita ed aver causato la morte di Howard e aver affermato che crede che lei e Jimmy feriranno tutti quelli che li circondano se stanno insieme. Jimmy e Kim alla fine divorziano nel novembre del 2004, con Jimmy che si comporta in modo completamente sprezzante nei confronti di Kim durante il loro incontro e dimostra di aver abbandonato la sua vecchia personalità ed aver adempiuto la trasformazione in Saul come lo conosciamo in Breaking Bad. Kim si rifiuta di prendere la sua parte dei soldi dell'insediamento di Sandpiper e si trasferisce in Florida. Dopo che i documenti sono stati firmati, Jimmy desidera che Kim "abbia una bella vita" e chiama il suo prossimo cliente, Emilio Koyama. All'esterno, Kim incontra l'amico di Emilio, Jesse Pinkman, che gli chiede informazioni sull'abilità legale di Jimmy e se è un buon avvocato. Kim dice a Jesse che quando lo ha conosciuto, era un buon avvocato.
In un flashforward, Jimmy ha abbracciato pienamente il suo personaggio di Saul Goodman, come esemplificato dall'acquisizione di una villa tentacolare (decorata con motivi ostentati che ricordano la casa a schiera di Bob Guccione nell'Upper East Side di New York) e una Cadillac DeVille bianca. Inizia a lavorare al risveglio, assume regolarmente prostitute (offrendo una barretta energetica a una prostituta in partenza mentre è multitasking) e menziona il suo spacciatore di alprazolam a Francesca durante una telefonata preparatoria. Il suo ufficio è stato rinnovato e comprende una Statua della Libertà gonfiabile sul tetto e carta da parati che ricorda la Costituzione degli Stati Uniti.

### OltreBreaking Bad
Sebbene Saul non appaia nel film El Camino - Il film di Breaking Bad, Ed si riferisce a lui quando Jesse tenta di persuadere Ed ad aiutarlo a lasciare Albuquerque e iniziare una nuova vita. Inoltre, una scena del film mostra che la sede del centro commerciale dell'ex studio legale di Saul è diventata un ristorante e un bar sportivo.
Le premiere delle stagioni da 1 a 5 di Better Call Saul si aprono con flashforward in bianco e nero che si svolgono dopo Breaking Bad, dimostrando che dopo aver lasciato Albuquerque, Saul si trasferisce a Omaha, Nebraska sotto lo pseudonimo di Gene Takavic, mantenendo un basso profilo come il responsabile di un negozio Cinnabon in un centro commerciale. Queste scene lo mostrano mentre rievoca i suoi successi passati in privato, ma diffidente nei confronti di chiunque venga a conoscenza della sua vita precedente ad Albuquerque.
Quando un tassista di Albuquerque di nome Jeff lo riconosce come Saul, Gene inizialmente chiama Ed per chiedere aiuto, ma poi decide a metà chiamata di risolvere lui stesso la situazione. Fa amicizia con la madre di Jeff, Marion, attraverso la quale parla a Jeff di far parte del "gioco". Gene aiuta Jeff e il suo amico Buddy a pianificare una rapina a un grande magazzino al centro commerciale. Gene distrae le guardie del centro commerciale dal guardare le telecamere di sicurezza, mentre Jeff ruba una serie di oggetti, usando un container per trasportarli fuori dal negozio. Quando si riuniscono a casa di Jeff per festeggiare, Gene ricorda loro che hanno commesso diversi crimini, e se Jeff o Buddy dovessero esporre Gene come Saul, Gene li segnalerà come una forma di distruzione reciprocamente assicurata. Gene pone fine alla loro collaborazione e avverte Jeff di non avvicinarsi più a lui. Il giorno seguente Gene guarda un abito in stile Saul Goodman nel centro commerciale prima di andarsene.
Come promesso, Gene fa una telefonata prestabilita il 12 novembre alle 15:00. a Francesca, che rivela che le autorità hanno sequestrato tutti i suoi beni conosciuti e stanno ancora cercando lui e Jesse. Dopo aver appreso che Kim aveva chiesto a Francesca di lui, Gene chiama Kim (che ora lavora in un'azienda di irrigatori in Florida), ma si arrabbia quando lei gli dice di costituirsi. Gene quindi arruola Jeff e Buddy in una serie di furti di identità e raggiri. Quando Buddy si rifiuta di entrare nella casa di un uomo che sta morendo di cancro, Gene decide di farlo da solo. L'uomo si sveglia mentre Gene indugia in casa, ma sviene di nuovo; Jeff, nel frattempo, va nel panico quando vede un'auto della polizia di pattuglia dietro di lui e fa schiantare il suo taxi, creando una distrazione che consente a Gene di sgattaiolare fuori inosservato. Gene in seguito chiama Marion chiedendole di accompagnarlo nel pagare la cauzione di Jeff, ma una Marion sospettosa scopre la vera identità di Gene come Saul Goodman sul suo nuovo computer. Gene tenta di intimidire Marion affinché mantenga segreta la sua scoperta, ma lei chiama le autorità usando il suo pulsante Life Alert, costringendo Gene a fuggire.
Gene riesce a recuperare la sua scatola da scarpe e materiali importanti da casa sua, e si prepara a chiamare Ed mentre si nasconde in un cassonetto, ma viene successivamente arrestato dalla polizia, dopo averlo finalmente messo alle strette poiché quando Gene si infila nel cassonetto una telecamera di sorveglianza lo ha ripreso nell'atto. In prigione, chiama l'avvocato Bill Oakley, un suo vecchio collega di quando lavorava al tribunale di Albuquerque, e gli chiede di servire come suo consulente legale. Il governo offre quindi a Jimmy un accordo "prendi o lascia" di 30 anni di carcere, ma poi Jimmy racconta una versione degli eventi che lo pone come vittima e collaboratore riluttante di Walter White da quando è stato rapito da White e Pinkman, intimidendo l'accusa dichiarando che ha bisogno di convincere un solo giurato per evitare un verdetto di colpevolezza. È in grado di migliorare il suo accordo a soli sette anni in una prigione di sua scelta nella Carolina del Nord, che cerca di ridurre ancora di più scambiando informazioni sulla morte di Howard Hamlin, su cui viene informato che Kim aveva già confessato ciò che in realtà è successo a Howard un mese prima, allora Jimmy rimembra la chiamata che aveva fatto, nei panni di Gene, a Kim.
Mentre viene estradato ad Albuquerque, Jimmy chiede a Bill di dire al governo che ha ancora più informazioni sulla morte di Howard. Portato in tribunale, inizia il suo processo con il suo nome d'arte Saul Goodman e comincia la sua testimonianza raccontando la stessa storia del rapimento, ma poi ammette di aver fatto affari con Heisenberg di sua spontanea volontà e per il suo guadagno, confessando inaspettatamente tutti i suoi crimini e il suo ruolo indispensabile nell'impero della droga di Walter White, si definisce colpevole dell'espulsione di Chuck da HHM e del suicidio definitivo, accettando per tutto il tempo di non avere più informazioni su Hamlin e scagiona completamente Kim, dicendo di aver mentito in modo che lei potesse venire a vederlo ammettere tutto. Infine accetta la sua vera identità: abbandona per sempre il suo alias di Saul e tutto il personaggio colorato e losco che ci aveva costruito attorno, quindi dichiara di essere James McGill.
Jimmy viene mandato in prigione in Colorado e la sua condanna è ora di 86 anni. Mentre è su un autobus della prigione, un grande detenuto lo affronta. Il detenuto diventa estasiato nel vedere Jimmy riconoscendolo come Saul Goodman e i prigionieri sull'autobus prorompono in un canto "Better Call Saul", mostrando che i prigionieri lo rispettano molto a causa della sua storia come Saul. Mentre cucina il pane a lievitazione naturale nel forno della cucina (scena che abbiamo già visto con Gene), Kim usa la sua vecchia Bar Card non scaduta per visitare Jimmy e condividono un'ultima sigaretta. Nel cortile della prigione, Jimmy le indica le sue tipiche pistole a dito mentre se ne va e rimane in silenzio nel cortile della prigione fino a quando lo schermo diventa nero.